# نیروی زمینی امارات متحده عربی
نیروی زمینی امارات متحده عربی، به‌عنوان بخشی از نیروهای مسلح امارات متحده عربی، به جنگ زمینی می‌پردازد.

## خاستگاه
نخستین تشکیلات نظامی امارات، در سال ۱۹۵۱، با مشارکت نیروهای بریتانیایی، سازماندهی شد. این تشکیلات در سال ۱۹۷۱، منحل شد. نیروی زمینی امارات متحده عربی، در سال ۱۹۷۱ و با تشکیل کشور امارات متحده عربی پایه‌ریزی شد. در ابتدا، هر یک از ۷ امارت (استان) در امارات، مسئول آموزش و تجهیز نیروهای مستقل خود بود. این نیروهای مسلح عبارتند از: نیروی دفاعی ابوظبی (۱۹۶۵–۱۹۷۶)، نیروی متحرک راس‌الخیمه (۱۹۶۸–۱۹۷۶)، نیروی دفاعی دبی (۱۹۷۰–۱۹۷۶) و گارد ملی شارجه (۱۹۷۲–۱۹۷۶)
در زمان تشکیل نیروهای مسلح امارات متحده عربی در ۶ مه ۱۹۷۶ نیروهای مسلح هر یک از امارت‌ها، زیرنظر یک ستاد کل واحد و تحت کنترل دولت مستقر در پایتخت، ابوظبی قرار گرفتند.

## سابقه عملیاتی

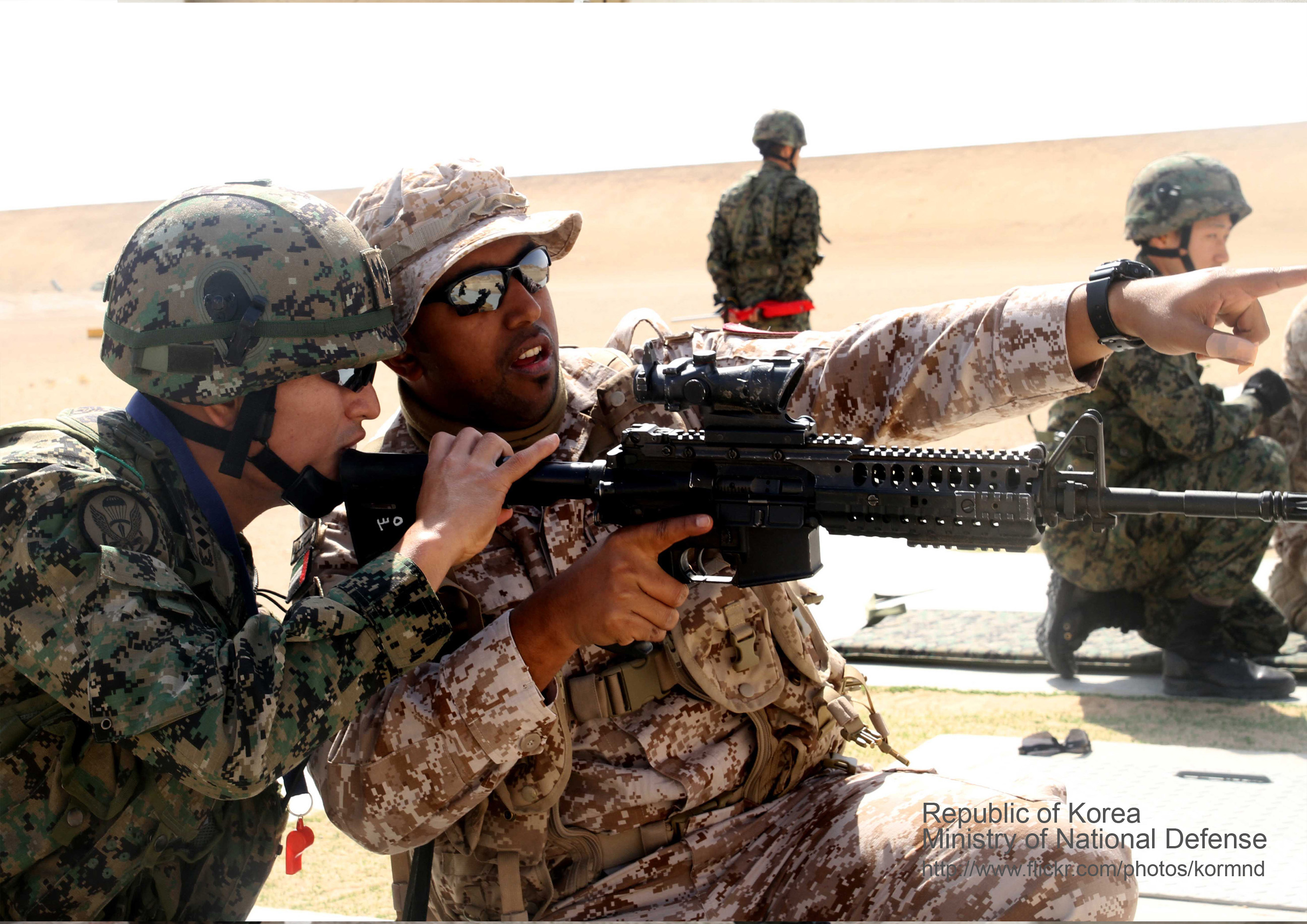
سربازان ارتش امارات در تمرینی مشترک با سربازان ارتش جمهوری کره در امارات متحده عربی

### نیروی دفاعی اتحادیه (۱۹۷۱–۱۹۷۶)
با اتحاد هفت امارت این کشور در سال ۱۹۷۱، یک نیروی دفاعی جدید با نام (UDF) ایجاد شد که هر یک از امارت‌ها، مسئول حفظ نیروی خود بودند.
در حالی که مأموریت UDF دفاع از ملت در برابر تهاجم خارجی و داخلی بود، نقش UDF در سال‌های اولیه بیشتر به اولی محدود می‌شد.

#### درگیری مرزی شارجه و فجیره
در فوریه ۱۹۷۳ به دنبال یک جنگ مرزی مختصر بین بادیه‌نشینان مسلح از هر دو امارت شارجه و فجیره بر سر یک منطقه مورد مناقشه از زمین که یک چهارم جریب را شامل می‌شد و شامل چاه‌های آب و درختان خرما بود. قبل از این‌که نیروهای UDF بتوانند آتش‌بس برقرار کنند، ۲۲ نفر کشته و ۱۲ نفر دیگر زخمی شدند.

#### درگیری مرزی شارجه و دبی
در ۲۰ اوت ۱۹۷۳، حادثه‌ای در تاوی نیزوا در مرز شارجه و دبی رخ داد. تاوی نیزوا یک شهرک داخلی کوچک بود که هم شارجه و هم دبی ادعا می‌کردند که در قلمرو آن‌ها قرار دارد. دبی به تازگی یک چاه آب در این مکان حفر کرده بود. در ۲۰ اوت، یک بالگرد نیروی دفاعی دبی بر فراز منطقه پرواز کرد تا تحولات روی زمین را مشاهده کند. نیروهای شارجه در زمین به سمت بالگرد، شلیک کردند که آن بالگرد، حدود ۴۳ بار مورد اصابت قرار گرفت و مجبور به فرود شد. در این رخداد، کسی زخمی نشد اما این درگیری می‌توانست به درگیری گسترده‌ای تبدیل شود، ولی با مداخله شخصی زاید بن سلطان آل نهیان، در نقش خود به عنوان حاکم ابوظبی و رئیس‌جمهور امارات متحده عربی، این اتفاق رخ نداد. این رخداد، نقش مهمی در یکپارچگی از UDF به نیروهای مسلح متمرکز و واحد امارات متحده عربی در سال ۱۹۷۶ داشت.

#### عمان (۱۹۷۳–۱۹۷۵)
یک اسکادران پیاده‌نظام از اکتبر ۱۹۷۳ تا ژانویه ۱۹۷۴ و از نوامبر ۱۹۷۴ تا آوریل ۱۹۷۵ در صحار در کشور عمان مستقر بود. نقش آن پشتیبانی از ژاندارمری عمان در صحار بود تا این واحد بتواند در استان ظفار در جنوب مستقر شود تا در جریان شورش ظفار با فعالیت‌های شورشیان در آن‌جا مبارزه کند.

### نیروهای مسلح امارات متحده عربی (۱۹۷۶ تا کنون)
پنج سال پس از سال ۱۹۷۱، فدراسیون امارات متحده عربی به قدرت رسید و متعاقب آن، کاهش ناآرامی‌های داخلی آشکار شد. حاکمان امارات مختلف برای متحد کردن و ادغام نیروهای مختلف UDF در یک نیروی مسلح متمرکز، موافقت کردند. این اقدام، در ۶ مه ۱۹۷۶ رخ داد و نیروهای مختلف تحت کنترل امارات به یک فرماندهی منطقه‌ای، سازماندهی مجدد شدند:
نیروی دفاعی ابوظبی به فرماندهی نظامی غربی، نیروی دفاعی دبی به فرماندهی نظامی مرکزی و نیروهای راس‌الخیمه به فرماندهی شمالی تبدیل شد. نیروهای مسلح شارجه با بقایای UDF ادغام شدند تا تیپ پیاده‌نظام ال یرموک را ایجاد کنند. نیروهای مسلح امارات متحده عربی، تاکنون در چندین مأموریت خارجی، شرکت داشته‌اند.

#### نیروی بازدارنده عرب در لبنان (۱۹۷۷–۱۹۷۹)
نیروهای مسلح امارات متحده عربی از سال ۱۹۷۷ تا ۱۹۷۹، تعداد ۷۵۰ نیرو را به مأموریت صلح‌بانی نیروی بازدارنده عرب در لبنان فرستاد. این نیرو توسط اتحادیه کشورهای عرب در اکتبر ۱۹۷۶ سازماندهی شده بود، در طول جنگ داخلی لبنان، پنج نیروی اماراتی در دره بقاع مستقر شدند. سه پرسنل نیروهای مسلح امارات در این عملیات کشته و هشت نفر مجروح شدند.

#### جنگ اول خلیج فارس (۱۹۹۰–۱۹۹۱)
در طول جنگ علیه عراق، امارات متحده عربی گزارش داد که با چندین هزار سرباز، در آن درگیری شرکت کرده‌است. آن‌ها به‌عنوان بخشی از نیروهای سپر جزیره به رهبری شورای همکاری خلیج فارس که به سمت شهر کویت پیشروی کردند، در درگیری شرکت کردند. واحدهای هوایی نظامی ایالات متحده مواضع عراق را از امارات بمباران کرده و کشتی‌های ایالات متحده از بنادر امارات در امتداد ساحل خلیج فارس عملیات کردند. نیروی هوایی امارات نیز حملاتی را علیه نیروهای عراقی انجام داد. در مجموع، ۱۰ کشته و ۱۵ زخمی از نیروهای اماراتی، در نتیجهٔ این نبردها گزارش شده‌است.

#### سومالی (۱۹۹۳–۱۹۹۴)
از ژانویه ۱۹۹۳ تا آوریل ۱۹۹۴، نیروهای مسلح امارات متحده عربی در عملیات‌های بشردوستانه در سومالی تحت گروه ویژه (UNITAF) و عملیات سازمان ملل در سومالی II (UNOSOM II) شرکت کردند. نیروی زمینی امارات یک گروه ۶۴۰ نفره را در چهار نوبت در این مدت اختصاص داد. سه پرسنل نیروهای مسلح امارات در این عملیات کشته شدند.

#### کوزوو و آلبانی (۱۹۹۹–۲۰۰۱)
نیروهای مسلح امارات متحده عربی در دو مأموریت حافظ صلح/ بشردوستانه در بالکان در دوره ۱۹۹۹–۲۰۰۱ شرکت کردند: عملیات نیروی کوزوو (KFOR) به رهبری ناتو و عملیات دست‌های سفید. تقریباً ۱۵۰۰ سرباز اماراتی در این دو مأموریت خدمت کردند.

#### افغانستان (۲۰۰۱–۲۰۱۴)
امارات متحده عربی و نیروهای زمینی آن در ماموریت‌های نیروهای بین‌المللی کمک به امنیت (۲۰۱۴–۲۰۰۱) به رهبری ناتو شرکت کردند و متعهد شدند که در مأموریت بعدی آیساف موسوم به مأموریت حمایت قاطع به رهبری ناتو (از ۲۰۱۵) شرکت دهند.

#### جنگ داخلی یمن (۲۰۱۵ تا کنون)
در طول جنگ داخلی یمن در سال ۲۰۱۵، نیروی زمینی امارات متحده عربی (به همراه سایر سربازان شورای همکاری خلیج فارس) در حمایت از جنگجویان وفادار به رژیم سرنگون‌شدهٔ عبدربه منصور هادی علیه شبه‌نظامیان حوثی مداخله کرد. نیروهای امارات به جنگجویان ضدحوثی در بازپس‌گیری شهر بندری و استراتژیک عدن در جنوب یمن و همچنین پایگاه هوایی العناد، بزرگ‌ترین پایگاه هوایی در یمن، کمک کردند.
این نیرو در ۴ سپتامبر ۲۰۱۵، با از دست دادن ۵۲ سرباز در جنگ یمن در اثر یک حملهٔ موشکی بالستیک تاکتیکی، سنگین‌ترین شکست خود را در تاریخ مدرن خود متحمل شد. امارات از آن زمان یک تیپ زرهی کامل را در یمن مستقر کرده‌است. تا نوامبر ۲۰۱۷ نیروهای امارات متحمل ۱۲۰ کشته شده‌اند.
در ۳ مه ۲۰۱۸، امارات متحده عربی بیش از ۱۰۰ سرباز، توپخانه و خودروی زرهی را بدون هماهنگی قبلی با دولت به‌رسمیت‌شناخته‌شدهٔ بین‌المللی یمن در مجمع‌الجزایر سقطرا در دریای عرب مستقر کرد. اندکی پس از فرود، نیروهای اماراتی، سربازان یمنی مستقر در تأسیسات کلیدی از جمله فرودگاه سقطرا را بیرون کردند و پرچم امارات متحده عربی بر فراز ساختمان‌های رسمی دولتی در حدیبو برافراشته شد.

## تجهیزات

### خودروها
| مدل                          | تصویر         | سازنده              | نوع                                             | تعداد                              | توضیحات |
| خودروهای زرهی                | خودروهای زرهی | خودروهای زرهی       | خودروهای زرهی                                   | خودروهای زرهی                      | خودروهای زرهی |
| ---------------------------- | ------------- | ------------------- | ----------------------------------------------- | ---------------------------------- | --- |
| تانک لکلر                    |               | فرانسه              | تانک اصلی میدان نبرد                            | ۳۵۴                                | ۳۸۸+۴۶ خودروی بازیابی زرهی، تا مارس ۲۰۱۸. ۸۰ مورد توسط امارات اهدا شد. |
| خودروی شناسایی               |               |                     |                                                 |                                    | |
| اف‌وی۱۰۱ اسکورپیون            |               | بریتانیا            | خودروی شناسایی                                  | ۷۶                                 | |
| نفربر زرهی                   |               |                     |                                                 |                                    | |
| AMX-13                       |               | فرانسه              | نفربر زره‌پوش                                    | ۱۱                                 | |
| Patria AMV                   |               | فنلاند              | نفربر زره‌پوش                                    | ۴۰                                 | The United Arab Emirates Army ordered an initial evaluation batch of 15 vehicles. Some of these vehicles will be equipped with the Patria Nemo turret while others will be equipped with BMP-3 turrets and have therefore been slightly modified, including a somewhat longer hull. In January 2016, the General Headquarters of the UAE armed forces ordered 40 Patria AMV hulls with the option of 50 more. The vehicles were shipped in June 2016 from Patria's Polish production line. The Patrias are used in Yemen in combat operations. |
| ئی‌ئی-۱۱ اوروتو               |               | برزیل               | نفربر زرهی                                      | 60                                 | |
| BTR-3                        |               | اوکراین             | نفربر زرهی                                      | ۹۰                                 | Used by UAE Marines and 90 Guardians. |
| Infantry fighting vehicle    |               |                     |                                                 |                                    | |
| FNSS ACV-15                  |               | ترکیه               | خودروی جنگی زرهی                                | ۱۳۳                                | |
| AlJasoor Rabdan              |               | امارات متحده عربی   | خودروی جنگی پیاده نظام                          | 400-700                            | Al Jasoor is expected to produce up to 700 Rabdan's for $661 million for the United Arab Emirates Army. 400 Rabdan 8 X 8 IFV's delivered to UAE army on 2017. 300 being assembled/produced under licence in UAE Some with BMP-3 turret in service |
| بی‌ام‌پی-۳                     |               | روسیه               | خودروی جنگی پیاده نظام                          | ۵۹۸                                | 250 for Abu Dhabi & 402 for Dubai (of which 391 delivered in 1992–1997) with "Namut" thermal sight and other modifications. They are under further upgrade with modular armour "Kaktus" and UTD-32 engine. |
| AMX-10P                      |               | فرانسه              | خودروی جنگی پیاده نظام                          | ۱۸                                 | |
| Non-combat armoured vehicles |               |                     |                                                 |                                    | |
| Nimr/JAIS                    |               | امارات متحده عربی   | Mine-resistant ambush-protected                 | ۱۷۵۰–۲۰۰۰                          | |
| Oshkosh M-ATV                |               | ایالات متحده آمریکا | Mine-Resistant Ambush Protected                 | ۷۹۴                                | |
| اینترنشنال مکس‌پرو            |               | ایالات متحده آمریکا | MRAP Category 1 & 2                             | ۳٬۳۷۵                              | 3,375 MaxxPros of various versions on order. |
| BAE Caiman                   |               | ایالات متحده آمریکا | MRAP Category 1 & 2                             | ۳۸۸ فعال ۳۲۱ موجود است ۲۲۲ عملیاتی | در سپتامبر ۲۰۱۴، ایالات متحده یک قرارداد ۲٫۵ میلیارد دلاری با ارتش امارات متحده عربی برای بیش از 4500 MRAP مازاد ایالات متحده برای افزایش حفاظت از نیرو، انجام عملیات کمک‌های بشردوستانه، و حفاظت از مسیرهای تجاری تجاری بین‌المللی حیاتی و زیرساخت‌های حیاتی تصویب کرد. ۱۱۵۰ وسیله نقلیه کایمان بودند. |
| Nimr/AJBAN                   |               | امارات متحده عربی   | گشت حفاظت شده چند منظوره                        | ۲۵۰–۵۰۰                            | |
| Otokar Cobra                 |               | ترکیه               | Infantry mobility vehicle                       | ۱۴                                 | On 2004, 14 Otokar Cobra vehicles delivered to UAE army. |
| RG-31 Nyala                  |               | آفریقای جنوبی       | Infantry mobility vehicle                       | ۷۶                                 | |
| TPz Fuchs                    |               | آلمان غربی          | NBCRS (سیستم شناسایی شیمیایی بیولوژیکی هسته ای) | ۳۲                                 | 32 Fuchs 2 NBC reconnaissance vehicles ordered in February 2005 under a contract valued at EUR160 million (US$205 million). The order comprises 16 NBC reconnaissance vehicles, eight bio vehicles and eight command post vehicles, which will provide the UAE with a complete NBC detection capability linked to a command-and-control system. |
| Nimr/HAFEET                  |               | امارات متحده عربی   | ماشین چند منظوره                                | ۱۲۵–۳۲۵                            | |
|                              |               |                     |                                                 |                                    | |

## مطالعهٔ بیشتر
- تکامل نیروهای مسلح امارات متحده عربی توسط آتول یتس